# Malleola aberrans
Malleola aberrans är en orkidéart som först beskrevs av Rudolf Schlechter, och fick sitt nu gällande namn av Johannes Jacobus Smith. Malleola aberrans ingår i släktet Malleola och familjen orkidéer.
Artens utbredningsområde är Sulawesi. Inga underarter finns listade i Catalogue of Life.

## Bildgalleri

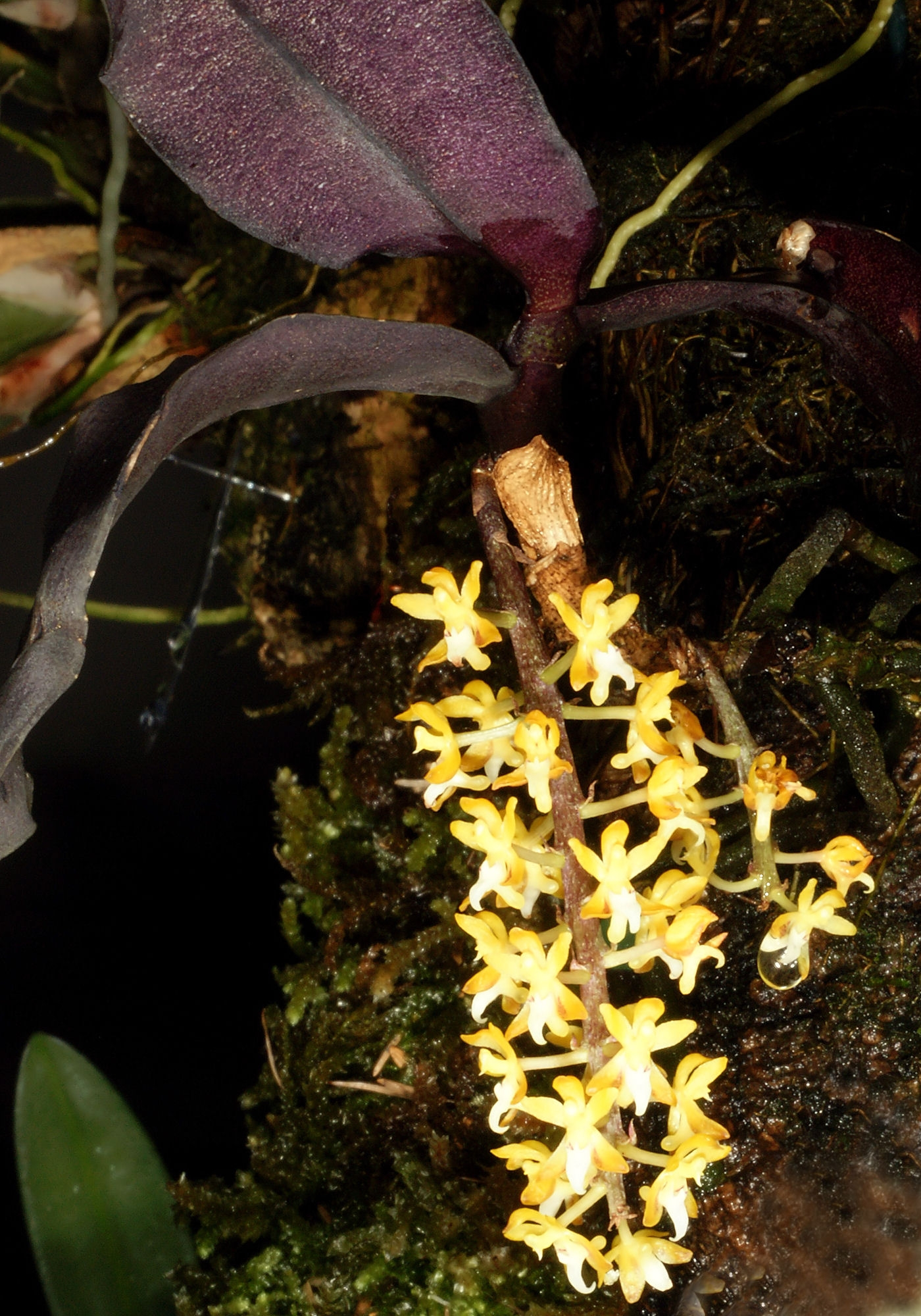
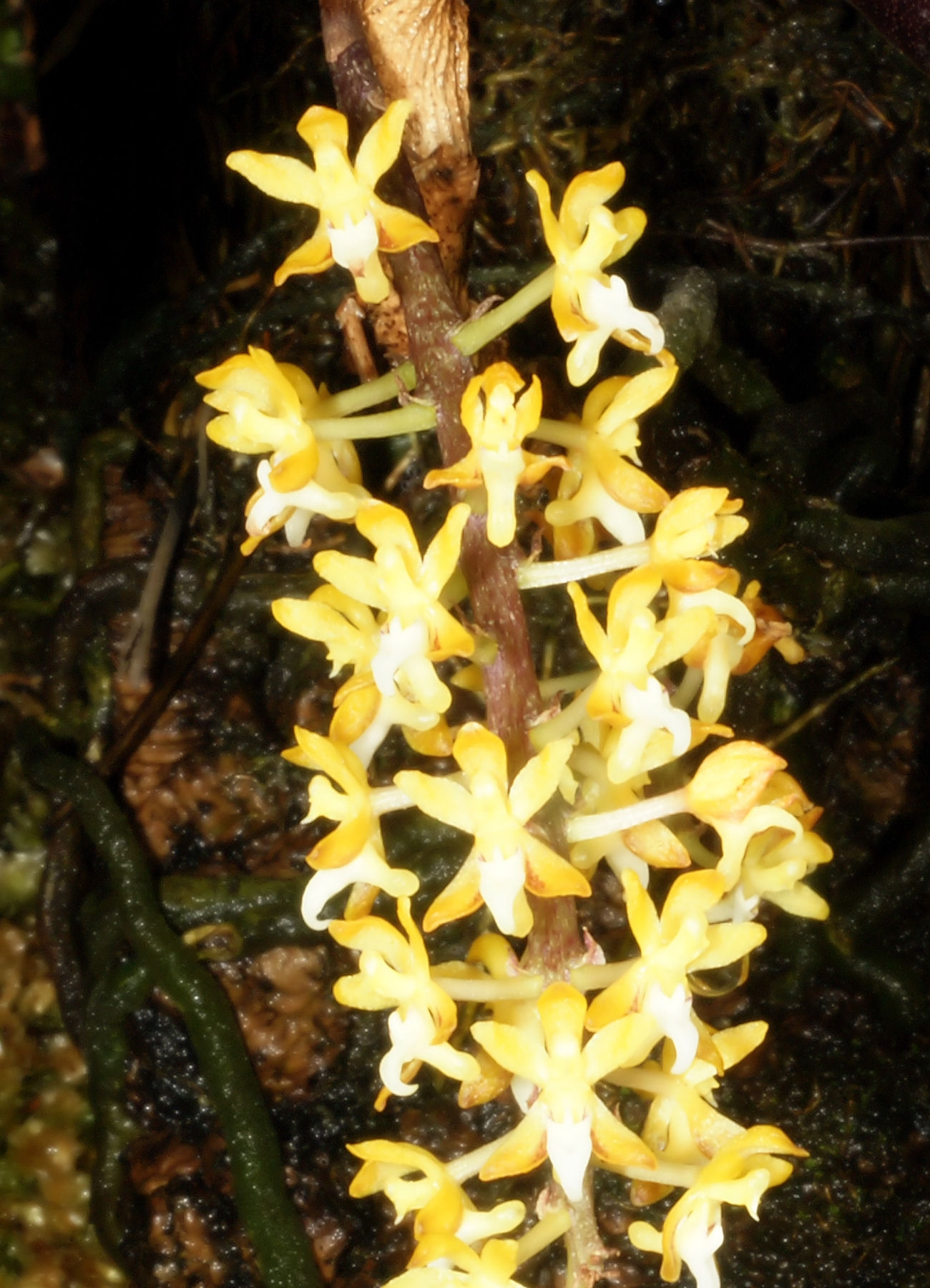